# Société nouvelle
Pour les articles homonymes, voir Société nouvelle (Canada).
 (novembre 2008).
Si vous disposez d'ouvrages ou d'articles de référence ou si vous connaissez des sites web de qualité traitant du thème abordé ici, merci de compléter l'article en donnant les références utiles à sa vérifiabilité et en les liant à la section « Notes et références ».
Une société nouvelle, « SN » en sigle, correspond à la structure juridique d'une société distincte d'une autre société qui portait le même nom avant une cessation d'activité, ou un nom différent.

## Applications
Le terme SN peut se trouver aussi bien avant ou après le nom de la société.
Après un certain temps, la mention SN peut disparaître.[réf. nécessaire]

## Exemples célèbres
Parmi les cas célèbres, on retrouve SN Brussels Airlines qui a repris les activités de la Sabena. Après son mariage avec Virgin, la SN Brussels Airlines est devenue Brussels Airlines.